# Anne Corn
Anne Lesley Corn es una investigadora y defensora de las personas con baja visión o ceguera estadounidense. La propia Corn tiene baja visión, es legalmente ciega, y su experiencia personal ha informado e inspirado su investigación y defensa.

## Trayectoria
Cuando Corn era joven, se negó rotundamente a usar un bastón blanco al caminar, y luego explicó que "se sentía cómoda con el uso de métodos combinados visuales y auditivos". Corn aceptó un puesto en la Universidad de Texas en 1980. En 1992 comenzó a enseñar en la Universidad de Vanderbilt, donde actualmente tiene el título de profesora emérita. Mientras estuvo en Vanderbilt, ella jugó un papel decisivo en el desarrollo del programa Proporcionar acceso al entorno visual (PAVE), diseñado para ayudar a los niños con baja visión. PAVE, dirigido por el Vanderbilt Eye Institute y financiado por el Departamento de Educación de Tennessee, es un programa de subvenciones que brinda servicios a niños de 3 a 21 años.
Más recientemente ha realizado investigaciones en el departamento de oftalmología de la Universidad de Cincinnati. En 2012, Corn fue incluida en el Salón de la Fama de las Mujeres de Texas. Ella ha servido en las juntas directivas de múltiples organizaciones, incluida Prevent Blindness Texas. Ella vive en Austin, Texas.

## Publicaciones
- Corn, Anne Lesley; Koenig, Alan J. (1996). Foundations of Low Vision: Clinical and Functional Perspectives. New York: AFB Press. ISBN 9780891289418. OCLC 492909182.